# ديف لونغ (عداء مراثوني)
ديف لونغ (بالإنجليزية: Dave Long)‏ هو عداء مراثوني بريطاني، ولد في 16 مارس 1954.

## وصلات خارجية
- ديف لونغ على موقع أوليمبيديا (الإنجليزية)
- ديف لونغ على موقع اللجنة الأولمبية البريطانية (الإنجليزية)